# Русляков Михайло Валерійович
Михайло Валерійович Русляков (рос. Михаил Валерьевич Русляков; нар. 3 березня 1972, Владивосток, РРФСР) — радянський та російський футболіст, півзахисник та нападник.

## Життєпис
Футболом розпочав займатися у 8-річному віці. Перший тренер – Володимир Дущенко. 1988 року у віці 16 років дебютував у складі владивостоцького «Променя». На початку 1990-х років був одним із лідерів «Променя». 1993 року, завдяки успішному виступу за владивостоцький клуб у чемпіонаті Росії, потрапив у поле зору тодішнього головного тренера московського «Локомотива» Юрія Сьоміна, але трансфер не відбувся, «Промінь» запросив за гравця занадто велику суму грошей. 1996 року перейшов до омського «Іртиша», але вже 1998 року повернувся назад. Через проблеми з фінансуванням, 2001 року пішов у «Селенгу». У 2002 році грав у «Північсталі» та «Уральці». Завершив професіональну кар'єру через зловживання алкоголем. Виступав у чемпіонаті Приморського краю за «Авіатор» та «Владрибпорт».
У Вищій лізі провів 33 матчі, забив 7 м'ячів.

## Досягнення

### Командні
- Перший дивізіон Росії
  -  Чемпіон (1): 1992

### Особисті
- Рекордсмен «Променя» за кількістю проведених матчів у чемпіонаті та першості Росії: 235 матчів.
- Найкращий бомбардир «Променя» за кількістю голів за сезон у Прем'єр-лізі: 7 м'ячів у 1993 році.

## Особисте життя
Розлучений, має дочку (народилася 1992 року). Після завершення кар'єри мешкає у Владивостоці. Не пропускає жодного домашнього матчу «Променя».